# Chamosiet

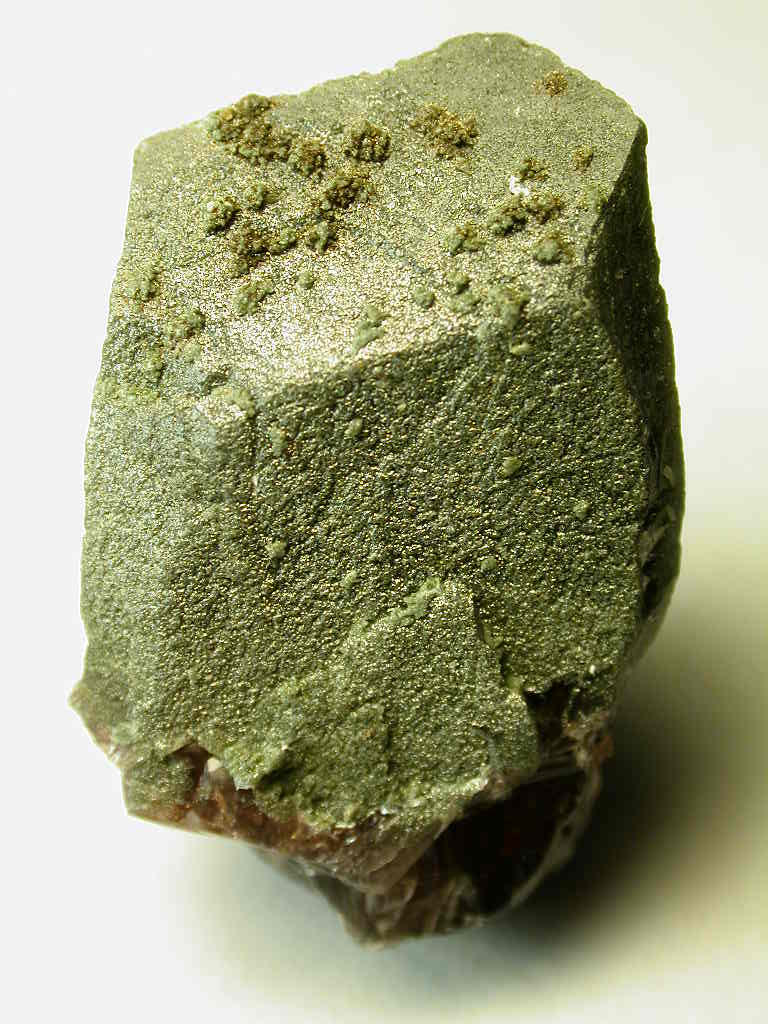

Het mineraal chamosiet is een fyllosilicaat met de molecuulformule (Fe,Mg)5Al(Si3Al)O10(OH)8. Het is het ijzerhoudende mineraal in de chlorietgroep, onderdeel van de mica's. De typelocatie van chamosiet is de plaats Chamoson in het Rhônedal in Zwitserland. Het is grijs tot groengrijs of bruin, het heeft een doffe glasglans en een grijsgroene streepkleur. Het heeft een monoklien kristalstelsel en de splijting is goed volgens kristalvlak [001]. De massadichtheid is 3,2 kg/l, de hardheid is 3 en chamosiet is niet radioactief. Zoals andere chlorietmineralen komt chamosiet vooral in licht metamorfe gesteenten voor, maar ook in gemetamorfoseerde ijzer-afzettingen.
- mindat.org. Chamosite.